# Deep Dish
Deep Dish is een Amerikaanse danceband en bestaat uit Ali 'Dubfire' Shirazinia en Sharam Tayebi uit Iran. Het duo is vooral bekend geworden vanwege zijn dj-sets. Qua muziek heeft Deep Dish invloeden uit house deephouse, progressive en een beetje jazz. Karakteristiek voor Deep Dish is dat hun eigen producties over het algemeen een zomers gevoel hebben dat doet denken aan mediterrane stranden. De groep  is van 1992 tot 2006 actief. Daarna gaan beide producers hun eigen weg.

## Biografie
In 1991 ontmoetten Ali en Sharam elkaar, toen ze tijdens plaatselijke feestjes en in clubs hun ervaring achter de draaitafel lieten zien. Niet veel later gingen ze samen als Deep Dish hun dj en productie activiteiten uitvoeren. Ali en Sharam zijn van oorsprong Iraniërs. Beiden zijn gevlucht voor het religieuze regime van de ayatollahs.
Door de jaren verschenen er enkele releases van het duo. Meest succesvol waren hun remixen en dan vooral in de periode 1995-1996. Enkele houseklassiekers hebben een Deep Dish remix. Onder andere De'Lacey - Hideaway, Sandy B. - You make the world go round en Alcatraz - Gimme luv. Op hun Yoshitoshi label debuteerde ook producer en vriend Brian Transeau die werkt als BT. BT en Deep Dish werken in de jaren 90 meerdere malen samen. Stay Gold werd in 1996 de doorbraak van Deep Dish als productieduo.
In 1998 brachten ze hun eerste album uit, Junk science, een mix van house, rock, dance en jazzy soul. Hierop stond onder andere de single The Future of the Future (Stay Gold) met zang van Tracey Thorn van Everything but the Girl. Het is een vocale bewerking van hun hit van 2 jaar eerder. Junk Science, een album met zonnige, diepgaande en verfijnde dancemuziek, flopte helaas door een slechte distributie van het dan al slecht lopende DeConstruction label. Als vaste zanger dient zich Richard Morel aan.
Hierna volgden in de jaren 1999 tot 2003 vele mix compilaties. Ze maakten remixen voor grote artiesten als Janet Jackson, The Rolling Stones, Madonna en Justin Timberlake.
In 2001 ontvingen ze hun eerste Grammy Award nominatie in de categorie Remixer van het jaar voor hun mixen van Madonna's Music, Ambers Sexual (la da di) en hun eigen Mohammed is Jesus. In 2002 volgde hun tweede nominatie, die ze ook wonnen voor de mix van Dido's Thank you
Ook de remix van Justin Timberlakes solodebuutsingle Like I love you scoorde hoog in de Amerikaanse hitlijsten. De mix van Madonna's Music gaf hun bij een breed publiek grote naamsbekendheid. Madonna nodigde hen uit om haar liveshow in New Yorks Roseland Ballroom te openen, en dit werd een van de meest besproken optredens van het jaar. Madonna bracht hen in contact met haar vriendin Donatella Versace, voor wie ze op vier kledingshows in Parijs en Milaan optraden.
Deep Dish trad overal ter wereld op, zoals in Libanon, Macedonië, Istanboel, Singapore, Milaan en Tokio en op de prestigieuze Coachella Valley & Music Festival en het Toronto International Film Festival.
In 2004 komt er weer een plaat uit. De titelsong van Flashdance, de film uit 1983, werd gezongen door Anousheh Khalili. Het werd een grote dance-hit in de Verenigde Staten en Engeland. In Nederland bereikt Deep Dish voor het eerst de hitlijsten. Het is de voorbode van het album George Is On dat in de zomer van 2005 verschijnt. Rond de release wordt ook de single Say Hello een grote hit. De zang is wederom van Anoushe Khalili al klinkt hij minder statig dan in Flashdance. George Is On is een stuk meer uptempo dan Junk Science en heeft naast typische dancevloertracks ook experimenten met popstructuren. Naast Anoushe is ook Richard Morel weer te horen. Ook Stevie Nicks doet een vocale duit in het zakje met een Deep Dish cover van Fleetwood Mac. Het album is een behoorlijk verkoopsucces.
Eind december 2006 komt Sharam in de Top40 met een eigen remix van de jaren 80 hit PATT (party all the time) van Eddie Murphy. Deep Dish valt in 2006 geruisloos uiteen, waarna beide solo actief worden. In 2014 komen ze nog eenmalig bij elkaar voor de single Quincy.

## Discografie

### Albums
| Album met eventuele hitnotering(en) in de Nederlandse Album Top 100 | Datum van verschijnen | Datum van binnenkomst | Hoogste positie | Aantal weken | Opmerkingen |
| ------------------------------------------------------------------- | --------------------- | --------------------- | --------------- | ------------ | ----------- |
| Junk science                                                        | 1998                  |                       |                 |              |             |
| Yoshiesque                                                          | 1999                  |                       |                 |              |             |
| Renaissance Ibiza                                                   | 2000                  |                       |                 |              |             |
| Yoshiesque two                                                      | 2001                  |                       |                 |              |             |
| Deep Dish - Global Underground #021: Moscow                         | 2001                  |                       |                 |              |             |
| Global Underground #025: Toronto                                    | 2003                  |                       |                 |              |             |
| George is on                                                        | 2005                  |                       |                 |              |             |
| Global Underground #029: Dubai Sharam                               | 2006                  |                       |                 |              |             |
| Global Underground #031: Taipei Dubfire                             | 2006                  |                       |                 |              |             |

### Singles
| Single met eventuele hitnotering(en) in de Nederlandse Top 40 | Datum van verschijnen | Datum van binnenkomst | Hoogste positie | Aantal weken | Opmerkingen             |
| ------------------------------------------------------------- | --------------------- | --------------------- | --------------- | ------------ | ----------------------- |
| The Future of the Future (Stay Gold)                          | 1998                  |                       |                 |              |                         |
| Flashdance                                                    | 2004                  | 18-12-2004            | 5               | 10           | Dancesmash op Radio 538 |
| Say hello                                                     | 2005                  | 30-7-2005             | tip             |              |                         |
| Sacramento                                                    | 2005                  | 31-12-2005            | tip             |              |                         |
| Dreams                                                        | 2006                  | 13-5-2006             | 18              | 7            | feat. Stevie Nicks      |